# Takeo Kurita
Takeo Kurita (栗田 健男?, Kurita Takeo; Prefettura di Ibaraki, 28 aprile 1889 – Tokyo, 19 dicembre 1977) è stato un ammiraglio giapponese, attivo durante la seconda guerra mondiale e noto soprattutto per il suo cruciale ruolo nella battaglia del Golfo di Leyte.
Arruolatosi nella Marina imperiale nel 1910, si specializzò nell'impiego di naviglio silurante e frequentò anche il corso di grado inferiore al Collegio navale di Tokyo. Nel corso degli anni dieci e venti prestò servizio su svariati cacciatorpediniere e torpediniere, affinando inoltre le competenze in materia di costruzioni navali; ebbe il primo comando alla fine del 1920 e lavorò come istruttore sia presso la Scuola siluristi, sia nell'Accademia di ingegneria navale. Nella seconda metà degli anni venti intensificò il servizio in mare come comandante di alcuni cacciatorpediniere e nel 1930 gli fu affidata la 25ª Divisione cacciatorpediniere; divenne capitano di vascello tre anni più tardi e gestì altre due divisioni cacciatorpediniere. Nel 1934 divenne comandante dell'incrociatore leggero Abukuma, poi nel 1935 e per i due anni successivi fu a capo del corpo istruttori alla Scuola siluristi, infine nel 1937 assunse il comando dell'incrociatore da battaglia rimodernato Kongo, con il quale operò lungo le coste cinesi. Contrammiraglio alla fine del 1938, passò alla testa di due diverse squadriglie cacciatorpediniere fino al novembre 1940, quando fu nominato comandante della 7ª Divisione incrociatori. A bordo della propria nave ammiraglia Kumano e inserito nella 2ª Flotta del viceammiraglio Nobutake Kondō, partecipò alle operazioni di conquista della Malesia, del Borneo e delle Indie orientali olandesi: sue unità contribuirono inoltre alla vittoria nella battaglia dello Stretto della Sonda (28 febbraio-1º marzo 1942). Dopo aver preso parte all'incursione giapponese nell'Oceano Indiano, fu promosso in maggio viceammiraglio e seguì la flotta nella battaglia delle Midway (4-6 giugno 1942); inviato a bombardare l'atollo, perse sotto i colpi dell'aeronautica imbarcata statunitense l'incrociatore pesante Mikuma. A fine giugno transitò a capo della 3ª Divisione corazzate (Kongo, Haruna) e con essa combatté nel corso della campagna di Guadalcanal, in particolare bombardando l'aeroporto dell'isola nella notte del 12-13 ottobre.
Nell'agosto 1943 rimpiazzò Kondō come comandante in capo della 2ª Flotta, la formazione da battaglia della Marina imperiale. Il nucleo di incrociatori pesanti fu però attaccato alla fonda a Rabaul a inizio novembre e, pertanto, Kurita non poté intervenire né a Bougainville, né nel Pacifico centrale, stante anche lo scadimento dell'aviazione imbarcata giapponese. Condusse in battaglia la 2ª Flotta, opportunamente potenziata con cinque corazzate (compresa la Yamato), nella difesa delle Marianne il 19 e 20 giugno 1944, senza avere particolare influenza sugli avvenimenti. Quattro mesi più tardi guidò nuovamente la flotta nella disperata battaglia del Golfo di Leyte, investito della riuscita finale del complesso piano applicato per l'occasione dalla Marina imperiale: sopravvissuto fortunosamente alla distruzione dell'ammiraglia, stanco e sfiduciato, la sua leadership ne risentì e agì con notevole incertezza, scegliendo in ultimo di ripiegare senza aver colto l'obiettivo prescritto – annientare l'apparato anfibio statunitense. Rimosso dal comando della depauperata 2ª Flotta, nel gennaio 1945 divenne l'ultimo direttore dell'Accademia navale a Etajima. Dopo la fine delle ostilità si ritirò a vivere nei sobborghi di Tokyo, dove morì molto anziano.

## Biografia

### Inizio della carriera e formazione
Takeo Kurita nacque nella prefettura di Ibaraki il 28 aprile 1889 in una famiglia colta, che annoverava studiosi e accademici: il suo nome significa "(sii un) grande guerriero" in lingua giapponese. In giovane età decise di intraprendere la carriera militare nella Marina imperiale e riuscì a entrare all'Accademia navale di Etajima; studiò nella 38ª classe e si diplomò il 18 luglio 1910, ventottesimo su 149 allievi, ricevendo il brevetto di aspirante guardiamarina prima di essere imbarcato sull'incrociatore protetto Kasagi: su questa unità completò la prima crociera di addestramento all'estero. Rientrato in Giappone, fu trasferito all'incrociatore protetto Niitaka l'11 marzo 1911 per continuare la gavetta, la quale proseguì dal 1º dicembre sulla piccola cannoniera Tatsuta; quello stesso giorno ebbe anche la qualifica di guardiamarina. Il 1º dicembre 1912 fu indirizzato al Corso base della Scuola siluristi e poi (24 maggio 1913) al Corso base della vicina Scuola di artiglieria navale; il 1º dicembre concluse anche il secondo percorso formativo, fu promosso sottotenente di vascello e assegnato alla nave da battaglia pre-dreadnought Satsuma.
Il 17 marzo 1915 passò a bordo del cacciatorpediniere di seconda classe Sakaki. Infine, il 30 giugno 1916, fu trasferito all'equipaggio dell'incrociatore corazzato Izumo, concludendo su questa nave il secondo ciclo di addestramento in mare. Il 1º settembre dello stesso anno, infatti, entrò nel personale del 3º Distretto navale avente quartier generale a Sasebo. Tre mesi più tardi fu imbarcato sull'incrociatore protetto/leggero Tone e al contempo nominato tenente di vascello, ma la nave non vide alcuna azione rilevante nella seconda metà della prima guerra mondiale. Il 9 agosto 1917, al rientro nei porti nazionali, Kurita fu riassegnato al cacciatorpediniere di seconda classe Kaba e maturò interesse nel naviglio silurante: dapprima (1º dicembre) frequentò il Corso B al prestigioso Collegio navale di Tokyo, quindi a partire dal 15 aprile 1918 attese al Corso avanzato della Scuola siluristi che concluse il 1º dicembre. Fu subito inviato al cantiere navale di Maizuru per supervisionare la costruzione e l'allestimento del cacciatorpediniere Minekaze; dopo il varo fu inserito d'ufficio nell'equipaggio, pur continuando a sovrintendere al completamento: dal 1º aprile al 1º giugno 1919 ricoprì anzi il posto di ufficiale capo addetto ai lanciasiluri. Alla data ebbe ordine di presentarsi allo stato maggiore della 5ª Divisione incrociatori, nel quale lavorò per un certo periodo.

### Gli anni venti e trenta
Il 1º marzo 1920 Kurita fu nominato supervisore della costruzione del cacciatorpediniere Yakaze: egli si recò a Nagasaki per attendere al compito e, dal 29 aprile, ebbe anche la responsabilità dell'allestimento del cacciatorpediniere Hakaze, impostato nello stesso cantiere; dal 19 giugno si dedicò solo a quest'ultimo e il 16 settembre, al momento del completamento e dell'entrata in servizio, salì a bordo come ufficiale capo ai lanciasiluri. Forte della sua esperienza e professionalità, il 1º dicembre gli fu affidato il comando del piccolo cacciatorpediniere di terza classe Shigure, qualcosa di simile a una torpediniera. L'8 giugno 1921 cedette il posto e rimase per circa due mesi in attesa di ulteriori incarichi, concretizzatisi il 6 agosto nella nomina a comandante del cacciatorpediniere di terza classe Oite; comunque dopo appena quattro settimane fu trasferito allo stato maggiore della 4ª Divisione incrociatori e infine, il 20 novembre, fu indirizzato alla Scuola siluristi in qualità di istruttore, prendendo in mano la gestione di una delle unità d'addestramento. Il 1º dicembre 1922 fu promosso capitano di corvetta e il 15, in virtù del suo curriculum, ebbe anche un posto di istruttore all'Accademia di ingegneria navale. Soltanto il 1º dicembre 1924 lasciò entrambe le mansioni, essendo stato nominato comandante del cacciatorpediniere di seconda classe Wakatake. Il 2 dicembre 1925 transitò alla testa del pari tipo Hagi e il 1º dicembre 1926 assunse il comando del vecchio cacciatorpediniere Hamakaze; un anno esatto più tardi, in concomitanza con la promozione a capitano di fregata, gli fu affidato l'obsoleto cacciatorpediniere Urakaze. Il 10 dicembre 1928, dopo questo lungo servizio in mare, tornò alla Scuola siluristi nel ruolo di istruttore per oltre un anno.
L'8 marzo 1930 Kurita fu trasferito allo stato maggiore della Divisione di ricerca per i siluri, operante presso l'arsenale di Kure, sede del quartier generale del 2º Distretto navale. Conclusa la preziosa esperienza tecnico-direttiva, il 15 novembre dello stesso anno divenne comandante della 25ª Divisione cacciatorpediniere. Il 1º aprile 1932 tornò a terra presso il 1º Distretto navale (Yokosuka) prima di assumere, il 19 maggio, il comando della 10ª Divisione cacciatorpediniere; il 1º dicembre fu elevato al grado di capitano di vascello e contemporaneamente messo a capo della 12ª Divisione cacciatorpediniere, composta da unità dell'avanzata classe Fubuki. Solamente il 15 novembre 1934 Kurita fu investito del comando di una grande unità da guerra, ovvero l'incrociatore leggero Abukuma. Per parte del suo mandato, però, la nave rimase in cantiere per una serie di lavori e modifiche, compresa l'aggiunta di una catapulta. Il 15 novembre 1935, ormai apprezzato ufficiale, fu richiamato alla Scuola siluristi per assumere la direzione generale del corpo istruttori, contribuendo alla formazioni di centinaia di giovani reclute che, negli anni a venire, avrebbero servito in guerra. Il 1º dicembre 1937 divenne comandante dell'incrociatore da battaglia rimodernato Kongo, riclassificato come "nave da battaglia veloce". Kurita familiarizzò con l'unità e quindi, nell'aprile 1938, lasciò lo Stretto di Terashima e si portò nel Mar Cinese Meridionale: il 13 fece decollare due idrovolanti dalla corazzata che bombardarono Foochow, quindi invertì la rotta e si fermò nella base militare di Keelung, sull'Isola di Formosa. Kurita completò un'altra crociera di guerra nelle acque meridionali cinesi prima di cedere il comando della Kongo il 15 novembre 1938. Alla data, infatti, era stato promosso contrammiraglio e comandante della 1ª Squadriglia cacciatorpediniere, con la quale condusse regolari pattugliamenti o missioni di supporto nel teatro di guerra cinese; il 25 novembre 1939 ebbe ordine di assumere il comando della 4ª Squadriglia, il quale mantenne per circa un anno continuando a operare sul fronte cinese.

### La seconda guerra mondiale

#### 1941-1942 e Midway

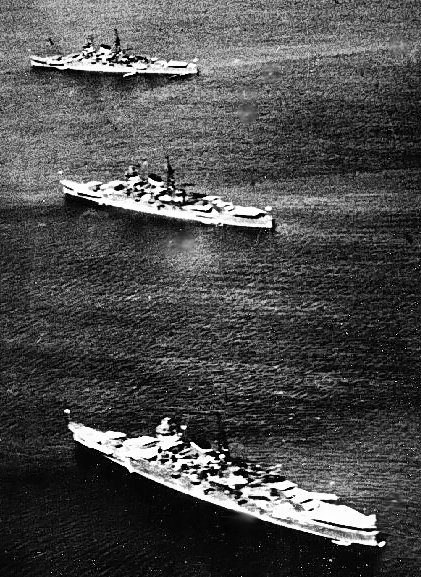
Tre dei quattro incrociatori della 7ª Divisione, a lungo al comando di Kurita

Dal 1º novembre 1940 Kurita ebbe sotto la propria responsabilità la 7ª Divisione incrociatori, composta dai moderni incrociatori pesanti Kumano (ammiraglia), Mikuma, Mogami e Suzuya. Nel gennaio 1941 navigò sino ai porti dell'Indocina francese, allo scopo di indurre il governo di Vichy a trattare la fine della guerra franco-thailandese: concluso un armistizio a fine mese, poté rientrare in patria in febbraio. Nel luglio 1941 Kurita salpò da Samah sull'isola di Hainan e vigilò sullo sbarco in forze nell'Indocina meridionale, che Vichy cedette all'Impero giapponese dopo convulse trattative, assieme allo Ashigara e alla 2ª Divisione portaerei (Soryu, Hiryu). Dopo una breve sosta a Saigon tornò a Kure durante agosto; in novembre Kurita fu informato del trasferimento amministrativo alla 4ª Flotta, ma in realtà rimase inquadrato nella 2ª Flotta del viceammiraglio Nobutake Kondō, comandante supremo delle forze navali nipponiche assegnate a supportare l'espansione militare nel Sud-est asiatico. Kurita, che era rimasto a Kure con il Kumano, si riunì alla sua divisione a Samah il 29 novembre e fu messo al corrente della pianificazione tattica: le sue navi costituirono il nucleo della 1ª Flotta di spedizione del sud del viceammiraglio Jisaburō Ozawa che, formata anche dagli incrociatori Chokai, Yura e dalla 3ª Squadriglia, era incaricata di operare a ovest del Borneo e sulle sue coste occidentali.
L'8 dicembre 1941 protesse i facili approdi a Singora e Patani, quindi il giorno successivo si preparò a combattere uno scontro notturno contro la nave da battaglia HMS Prince of Wales e l'incrociatore da battaglia HMS Repulse, usciti dalla base britannica di Singapore con alcuni cacciatorpediniere per sventare l'assalto anfibio giapponese: la preparazione di Kurita si rivelò superflua, giacché le due grandi unità furono affondate il 10 dai molteplici attacchi condotti dall'11ª Flotta aerea. Egli si spostò dunque alla baia di Cam Ranh, che divenne base logistica e di partenza per le missioni di supporto e copertura alle invasioni del Borneo britannico (metà dicembre), delle isole Anambas (23 gennaio 1942), di Endau sulla costa orientale malese (26 gennaio) e di Palembang a Sumatra (metà febbraio); Kurita scortò inoltre un convoglio che recava rinforzi alla 25ª Armata impegnata in Malesia. In questa fase la 7ª Divisione, che incontrò resistenze scarsissime, operò spesso divisa in due sezioni – Kumano e Suzuya da una parte, Mogami e Mikuma dall'altra – e Kurita la ricompose alle isole Anambas il 17 febbraio.
La settimana successiva salpò con rotta su Giava, dividendo ancora una volta gli incrociatori: egli puntò alla cittadina di Indramaju con il Suzuya, mentre le altre due navi furono dirottate più a ovest per coprire gli sbarchi previsti nel Golfo di Banten. Kurita, dunque, non combatté nella battaglia dello Stretto della Sonda la notte tra il 28 febbraio e il 1º marzo, trovandosi molto a est del luogo dello scontro che, invece, fu sostenuto con successo dal Mogami e dal Mikuma contro due unità degli Alleati (USS Houston, HMAS Perth); diresse comunque il fuoco dei suoi incrociatori in supporto alle operazioni a terra sino al 4 marzo, quando ebbe ordine di portarsi a Singapore. Qui fece rifornimento, attese il Chokai e il 9 partì alla volta delle coste settentrionali di Sumatra, al largo delle quali rimase nel corso degli sbarchi a Sabang (12 marzo). Dopo un secondo rientro a Singapore e una breve pausa, Kurita tornò in mare il 20 marzo e penetrò nell'Oceano Indiano allo scopo di vigilare sull'incruenta occupazione delle isole Andamane e Nicobare, per poi ancorarsi a Mergui in Birmania. Il 1º aprile penetrò nel Golfo del Bengala con il resto della formazione del viceammiraglio Ozawa, ridenominata 2ª Flotta di spedizione del sud e rafforzata dalla portaerei leggera Ryujo, nel quadro dell'imponente incursione giapponese nell'Oceano Indiano: Kurita e Ozawa spezzettarono la squadra in tre gruppi indipendenti che rastrellarono il golfo ed eseguirono un paio di veloci attacchi sulla costa dell'India britannica; la 7ª Divisione contribuì in modo decisivo alla distruzione di oltre venti mercantili e di piccole unità da guerra demandate alla protezione del traffico navale. Kurita fece ritorno il 13 a Singapore e da qui proseguì con gli incrociatori fino a Kure (27 aprile), dove poterono essere revisionati. Il 1º maggio fu promosso viceammiraglio.
Nel corso del mese Kurita fu messo al corrente della successiva operazione pianificata dall'ammiraglio Isoroku Yamamoto: una sortita generale della Flotta Combinata sull'atollo di Midway, allo scopo di occuparlo e attirare le residue forze aeronavali della United States Navy in una battaglia finale, nella quale si sperava sarebbero state annientate. Kurita fu trasferito ufficialmente alla 2ª Flotta ed ebbe il compito di difendere il convoglio avente a bordo le truppe da sbarcare sull'atollo, alle quali avrebbe fornito tiri preparatori e fuoco d'appoggio per conquistare Midway. Nella seconda metà del mese lasciò il Giappone per portarsi alle isole di Saipan e Guam, luogo di riunione con il convoglio scortato da vicino dalla 2ª Squadriglia cacciatorpediniere (contrammiraglio Raizō Tanaka) e il 28 maggio, di pomeriggio, salpò con rotta nord-est assieme alle altre navi. Il resto della 2ª Flotta partì invece dalla baia di Hashirajima il giorno seguente programmando di raggiungere il gruppo di Kurita in alto mare prima degli sbarchi. Eccettuato un singolo attacco aereo avvenuto il 3 giugno, la navigazione fu tranquilla, ma gli statunitensi avevano svelato le intenzioni giapponesi grazie alla decrittazione dei loro codici navali e, quindi, ingaggiarono battaglia la mattina del 4 giugno con la 1ª Flotta aerea del viceammiraglio Chūichi Nagumo, che da nord-ovest stava calando su Midway: a sera le sue quattro portaerei erano in fiamme e in procinto di affondare. Yamamoto, impressionato e preoccupato, ingiunse allora a Kondō di bombardare nottetempo le isole per distruggere al suolo la pericolosa aeronautica nemica. Della missione fu incaricato Kurita, che poco dopo le 15:00 si gettò a gran velocità sull'obiettivo con l'intera divisione e due cacciatorpediniere (Asashio, Arashio). Egli, peraltro, comunicò a Yamamoto che si sarebbe trovato in posizione soltanto all'alba del 5, il che avrebbe significato ripiegare in pieno giorno sotto la minaccia aerea americana; richiese altre navi di supporto, compresa almeno una portaerei, ma invano. Comunque, alle 00:15 del 5 giugno, ad appena 90 miglia alla meta, ebbe ordine di annullare la missione e riunirsi alla 2ª Flotta: Kurita prese dunque una rotta ovest-nord-ovest, disponendo le proprie navi in linea di fila. Alle 04:12 circa le vedette del Kumano avvistarono il sommergibile USS Tambor, che da due ore navigava in superficie per attaccare; Kurita ordinò una brusca accostata di 90° facendo uso dei lampeggiatori, ma il Mogami in coda travisò il messaggio e manovrò diversamente, urtando a poppa il Mikuma. Kurita si accertò che i due incrociatori potessero ancora navigare e lasciò in loro difesa i cacciatorpediniere, mentre lui stesso proseguì sulla rotta originaria con il Kumano e il Suzuya a grande velocità. Il Mogami e il Mikuma furono però attaccati ripetutamente nel corso del 6 giugno dai gruppi imbarcati dell'USS Enterprise e della USS Hornet, i quali colarono a picco il secondo. Raggiunto il viceammiraglio Kondō, Kurita rientrò in Giappone nei giorni successivi e il 25 giugno fu destinato allo stato maggiore della Flotta combinata come assistente, incarico provvisorio che precedette la nomina a comandante della 3ª Divisione corazzate composta dalla Kongo e dalla Haruna e dipendente sempre dalla 2ª Flotta.

#### Guadalcanal e la 3ª Divisione corazzate
Sino a metà settembre Kurita stazionò nelle acque giapponesi completando varie manovre ed esercitazioni tra Kure, Yokosuka, Hashirajima; quindi l'8 settembre salpò alla volta della grande base aeronavale di Truk, dove si ricongiunse al resto della flotta. Subito partecipò a una vasta uscita in mare assieme anche alla 3ª Flotta del viceammiraglio Nagumo, comprendente le portaerei di squadra giapponesi ancora operative, ma dopo aver incrociato a nord delle isole Salomone le due formazioni tornarono a Truk a fine mese. Il 5 ottobre Kurita fu messo in stato di allerta e assegnato a una "forza da bombardamento d'emergenza", il cui nucleo era formato dalla sua divisione, atta a cannoneggiare l'aeroporto in mani americane su Guadalcanal; l'11 uscì da Truk assieme al resto della 2ª Flotta e anche con la 3ª, che rimasero in attesa mentre procedeva verso l'isola. Nel tardo pomeriggio del 12 Kurita cominciò a discendere lo Stretto di Nuova Georgia scortato dall'incrociatore leggero Isuzu e cinque cacciatorpediniere, più un'avanguardia di altri quattro. Dopo le 01:00, provenendo da nord-ovest e dopo aver lanciato idrovolanti per dirigere meglio il tiro, cominciò a bersagliare con le due corazzate l'area delle piste; soltanto quattro motosiluranti tentarono di contrattaccare, ma furono respinte. Kurita, comunque, ne rimase preoccupato e alle 02:30 interruppe il bombardamento dirigendo a nord. L'aeroporto era stato crivellato, molti edifici e ricoveri annientati, così come depositi di benzina e munizioni. Con oltre cento vittime (quarantuno i morti) e quarantotto aerei distrutti, questa fu l'incursione più devastante mai completata dai giapponesi ai danni dell'aeroporto di Guadalcanal.
Kurita si portò con la divisione in pieno oceano e fece rifornimento una volta congiuntosi a Kondō il 17 e 18 ottobre, per poi essere assegnato alla cosiddetta "forza avanzata", ovvero il grosso della 2ª Flotta schierato per compiti esplorativi e di schermo alle portaerei, più arretrate. Era infatti prevista una grande offensiva navale non appena le piste aeree fossero state occupate dalla 17ª Armata, i cui assalti del 23-25 ottobre furono però respinti. Tuttavia le navi erano già pronte al combattimento e l'ammiraglio Yamamoto ordinò di procedere: nella susseguente battaglia delle isole Santa Cruz (25-26 ottobre) Kurita respinse solo un attacco aereo e non giocò alcun ruolo nello scontro tra le portaerei, rientrando a Truk il 30. Di nuovo inviato con le due flotte a sud, stavolta presso Ontong Java, nel quadro della vitale operazione di rifornimento prevista per il 15 novembre, vi si mantenne per tutto lo svolgimento della complessa e decisiva battaglia navale di Guadalcanal (12-15 novembre). Per svariate settimane successive rimase nella zona di Truk e, riassegnato alla 3ª Flotta per agire da scorta ravvicinata alle portaerei, fu impegnato in frequenti crociere d'addestramento e di esercitazioni di battaglia. Tra la fine del gennaio 1943 e il 9 febbraio rimase a nord delle Salomone con le due flotte al completo, in modo da facilitare lo sgombero di Guadalcanal; riuscito con successo, Kurita poté infine tornare in Giappone, a Sasebo, per un periodo di riposo e di raddobbo delle corazzate. A fine marzo caricò a bordo fanteria di marina destinata alla guarnigione di Truk, nella cui rada rientrò in aprile e dove rimase sino alla metà di maggio, quando fu urgentemente richiamato a Yokosuka per aggregarsi a una potente squadra da inviare in aiuto alle truppe su Attu, isola sotto attacco dall'11: tuttavia la battaglia finì poco prima che la Marina imperiale avesse concluso i preparativi e Kurita guidò la divisione nuovamente a Truk, dietro alla 2ª e 3ª Flotta.

#### Alla testa della 2ª Flotta

##### Rabaul e il periodo di inattività
Sin dall'inizio della sua carriera in marina, Kurita aveva provato di essere una persona di temperamento controllato: si impegnava negli incarichi assegnati e non commetteva mai azioni impulsive o eclatanti, preferendo mantenere un basso profilo. Era così divenuto un ufficiale, oltreché abituato ai comandi in mare e a gestire formazioni navali, anche apprezzato per la modestia e l'estraneità alle divisioni interne alla Marina nipponica: queste sue qualità spiegano perché non incontrò ostacoli di sorta nella scala delle gerarchie e poté procedere verso posizioni di grande responsabilità. Il 9 agosto 1943, infatti, ebbe comunicazione della sua nomina a comandante in capo della 2ª Flotta, che allora comprendeva la 4ª (Atago, Takao, Maya, Chokai), 5ª (Haguro, Myoko), 7ª (Suzuya, Kumano, Mogami) e 8ª Divisione incrociatori (Tone, Chikuma) e la 2ª Squadriglia con una ventina di cacciatorpediniere, condotti da un incrociatore leggero: Kurita alzò le insegne sull'Atago, tradizionale ammiraglia della flotta. In settembre e ottobre partecipò a due sortite in massa assieme alla 3ª Flotta e alla 1ª Divisione corazzate della 1ª Flotta, sotto il comando superiore dell'ammiraglio Mineichi Kōga, per intercettare gruppi aeronavali nemici impegnati in bombardamenti delle isole Gilbert e di Wake; in entrambi i casi però non avvenne alcun contatto e i giapponesi rientrarono a Truk. Nello stesso periodo la pressione degli Alleati sul fronte sud-occidentale era in aumento e si aggravò il 1º novembre con lo sbarco di una divisione marine a Bougainville. L'affrettata reazione dell'8ª Flotta, responsabile del settore e di base a Rabaul, coinvolse anche la 5ª Divisione incrociatori in missione di scorta a un convoglio appena arrivato nel porto, ma nel corso di una confusa battaglia notturna la squadra nipponica fu respinta con perdite e gli incrociatori, danneggiati, furono rimandati in Giappone il 4. Kōga, intanto, aveva ordinato a Kurita di portarsi a Rabaul con tutti gli incrociatori pesanti a sua disposizione e attaccare con durezza la testa di ponte americana a Bougainville, in cooperazione con i gruppi imbarcati fatti affluire negli aeroporti.
Accompagnato anche da gran parte dei cacciatorpediniere, Kurita arrivò a Rabaul all'alba del 5 novembre e iniziò i preparativi per la battaglia: tuttavia la flotta fu totalmente colta alla sprovvista da un'incursione aerea proveniente da due portaerei, dirottate nelle Salomone dalla Quinta Flotta statunitense proprio per colpire in anticipo il concentramento navale giapponese. Molte bombe andarono a segno e, anche se Kurita riuscì a salvarsi, soltanto il Suzuya rimase indenne tra gli incrociatori, che furono costretti a tornare a scaglioni in patria; anche due cacciatorpediniere risultarono gravemente colpiti. La 2ª Flotta era stata annientata agli ormeggi e Kurita dovette attendere mesi per poter schierare nuovamente la forza di incrociatori pesanti al completo. Questi avvenimenti inficiarono inoltre la strategia nipponica per il Pacifico centrale, dove la difesa delle Gilbert e dell'importante base a Tarawa faceva affidamento anche su un intervento della Marina imperiale; il bombardamento di Rabaul, assieme a successivi combattimenti aeronautici, menomarono i piani giapponesi della loro importante parte aeronavale. Kurita rimase a Truk sino all'inizio del 1944, quando gli alti comandi cominciarono la metodica evacuazione di tutte le unità maggiori dalla rada, ormai minacciata dall'approssimarsi della linea del fronte ed esposta ai colpi della flotta di portaerei statunitensi. Egli si rifugiò assieme alle forze da battaglia nipponiche dapprima alle isole Palau, poi in aprile presso le isole Lingga e Singapore: si trovavano ben fuori dal raggio d'azione dell'aeronautica statunitense (imbarcata o basata a terra) e vicino alle fonti di carburante e altri derivati del petrolio le cui scorte erano, nel 1944, gravemente compromesse dalla guerra sottomarina indiscriminata americana. Intanto, il 1º marzo, la Flotta combinata costituì un comando congiunto per la 2ª e 3ª Flotta, riunite nella Dai-Ichi Kidō Kantai o 1ª Flotta mobile, che fu affidata al viceammiraglio Jisaburō Ozawa già a capo della seconda formazione. Si trattava di un'imitazione dell'organizzazione delle Task force e Kurita venne dunque a dipendere dal collega.

##### L'estate 1944: il Mare delle Filippine
Nel maggio 1944 i bombardamenti statunitensi si concentrarono sulle isole Caroline e sulle Marianne, quest'ultime di vitale importanza strategica poiché proteggevano le rotte del Pacifico centrale e perché si trovavano a una distanza tale dal Giappone da consentire agli americani un utilizzo proficuo dei bombardieri quadrimotori Boeing B-29 Superfortress. L'ammiraglio Soemu Toyoda (comandante in capo della Flotta combinata) aveva steso il piano A-Gō per combattere una battaglia decisiva nel luogo del prossimo attacco statunitense, ipotizzato o presso le Marianne, o a sud di Mindanao; il piano prevedeva, oltre al dispiegamento della 1ª Flotta mobile, l'apporto notevole della 1ª Flotta aerea basata a terra, formata da 540 apparecchi dei quali 172 di stanza nelle Marianne. Il 16 del mese Kurita seguì Ozawa a Tawi Tawi, modesto ancoraggio protetto nel Borneo nord-occidentale, dove fu fatto rifornimento in attesa di scoprire dove gli statunitensi avrebbero colpito. A fine maggio l'isola di Biak fu attaccata dal generale Douglas MacArthur e, coordinandosi con la Flotta dell'Area sud-occidentale, Ozawa e Kurita organizzarono una sortita in forze della Flotta mobile ma, appena il giorno precedente la presa di contatto con le modeste forze navali a difesa dell'operazione anfibia, arrivarono nuovi dispacci sulle massicce incursioni aeree della Quinta Flotta del viceammiraglio Raymond Spruance sulle Marianne. Nella notte del 12 giugno, quindi, arrivò l'ordine di portarsi a ovest delle isole e Kurita salpò con il resto della flotta la mattina dopo. Per l'imminente battaglia, imbarcato sull'ammiraglia Atago, disponeva della 1ª e 3ª Divisione corazzate (Musashi, Yamato, Nagato, Kongo, Haruna), delle divisioni incrociatori 4ª, 5ª e 7ª (la quale aveva inglobato il Tone e il Chikuma) e della 2ª Squadriglia di quindici cacciatorpediniere, condotti dall'incrociatore leggero Noshiro. Comunque Ozawa redistribuì le sue forze in tre gruppi, uno ciascuno per le divisioni portaerei. Kurita ebbe il comando della Forza "C" d'avanguardia, costituita attorno alla 3ª Divisione portaerei (Chiyoda, Chitose, Zuiho con 90 velivoli) e comprendente gli incrociatori della 4ª e 7ª Divisione, eccettuato il Mogami, le corazzate meno la Nagato e il Noshiro con sette cacciatorpediniere. Kurita lasciò il comando tattico delle squadriglie al comandante della divisione di portaerei, contrammiraglio Sueo Obayashi.

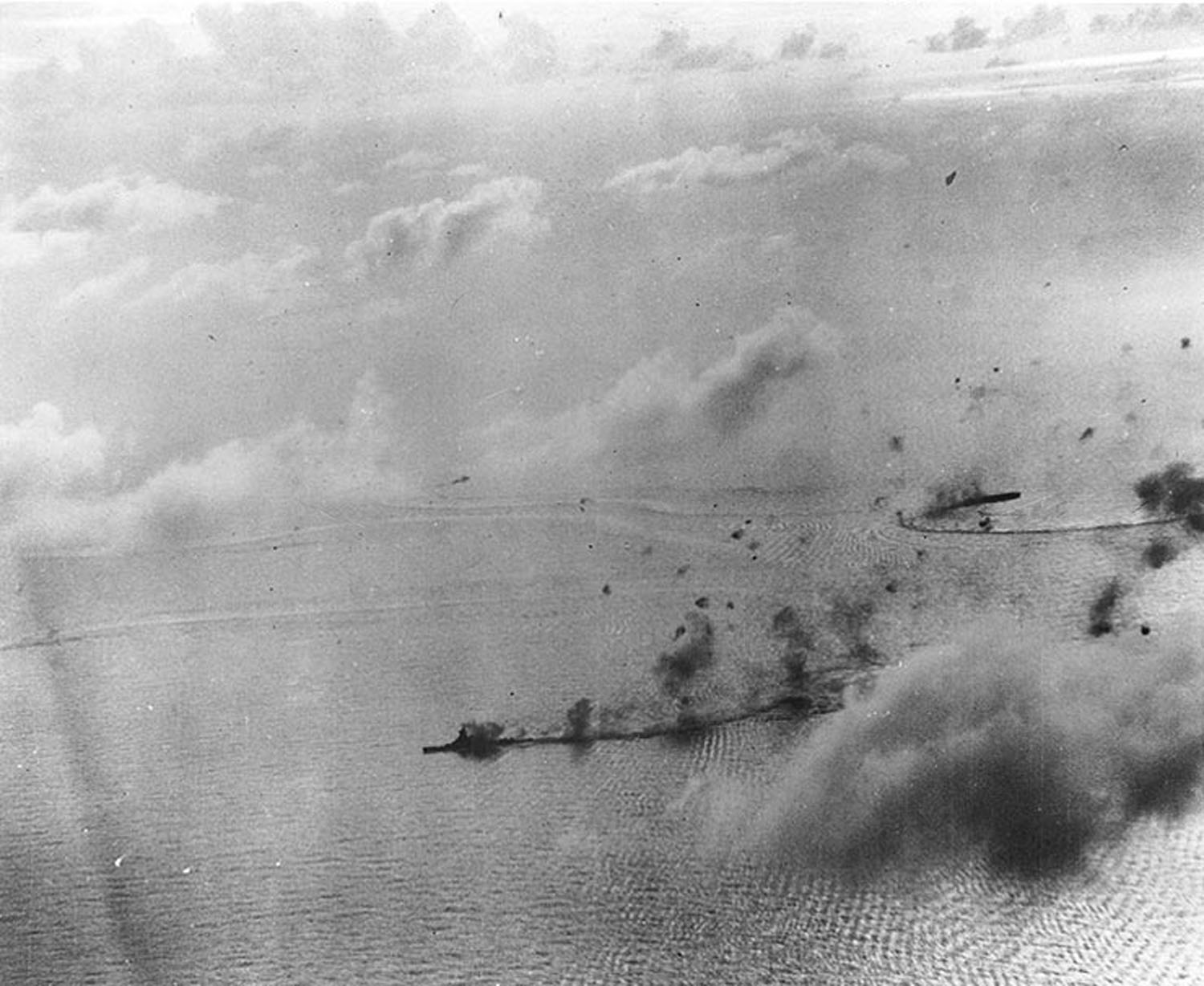
La Forza C di Kurita sotto attacco aereo nel tardo pomeriggio del 20 giugno 1944

Nel corso del primo giorno della decisiva battaglia del Mare delle Filippine (19 giugno) Kurita rimase in posizione avanzata senza però subire alcun attacco aereo, dacché la ricognizione statunitense fu ostacolata dalla necessità, per Spruance, di navigare verso est allo scopo di far decollare gli aerei: Ozawa poté così lanciare nel corso della mattinata quattro ondate dalle nove portaerei, che tuttavia furono decimate dalle pattuglie di Hellcat, abilmente gestite mediante i radar, e dalla fitta contraerea delle corazzate statunitensi – a loro volta disposte in testa a molta distanza dai quattro gruppi di portaerei. Inoltre i piani giapponesi furono disarticolati dai continui raid nemici sugli aeroporti di Guam e Rota, che annullarono ogni possibile apporto della 1ª Flotta aerea, e dalla grave perdita delle portaerei Shokaku e Taiho vittima dei sommergibili americani. Nel corso della mattinata gli unici colpi sparati dalle navi di Kurita furono indirizzati contro gli apparecchi della seconda ondata, tutta proveniente dalle portaerei di Ozawa più a sud: gli artiglieri, in preda alla tensione, confusero le sagome dei velivoli che li sorvolavano e aprirono il fuoco, abbattendone due e obbligando altri otto a tornare indietro per i danni. All'alba del 20 giugno Kurita e Ozawa, a dispetto delle perdite subite, ripresero le esplorazioni per continuare a colpire la flotta nemica ignorando il reale salasso subito (ritenevano che gli oltre 300 velivoli non rientrati fossero al sicuro sulle isole) sino a quel pomeriggio. Al crepuscolo i giapponesi sostennero l'attacco di oltre 200 aerei statunitensi dopo essere stati individuati in giornata; nel corso del serrato combattimento la Chiyoda e l'incrociatore Maya furono incendiati da una bomba ciascuno, ma non rischiarono di affondare e, in generale, fu la squadra al diretto comando di Ozawa a essere più colpita tanto da perdere la portaerei Hiyo. Eppure questi decise di controbattere e inviò il gruppo da battaglia di Kurita verso est allo scopo di ingaggiare un'estrema battaglia navale notturna, senza sapere che Spruance era distante 230 miglia nautiche a sud-est. Nelle prime ore del 21 giugno Ozawa e Kurita riassemblarono le proprie squadre e si ritirarono definitivamente verso Okinawa a nord-ovest, concludendo così la battaglia con una totale sconfitta. Fatto rifornimento, Kurita condusse la 2ª Flotta agli ancoraggi delle isole Lingga e nei mesi seguenti attese a esercitazioni e addestramento delle sue unità, collaborando con la Flotta dell'Area sud-occidentale ma rimanendo lontano dai principali teatri operativi.

##### La battaglia del Golfo di Leyte

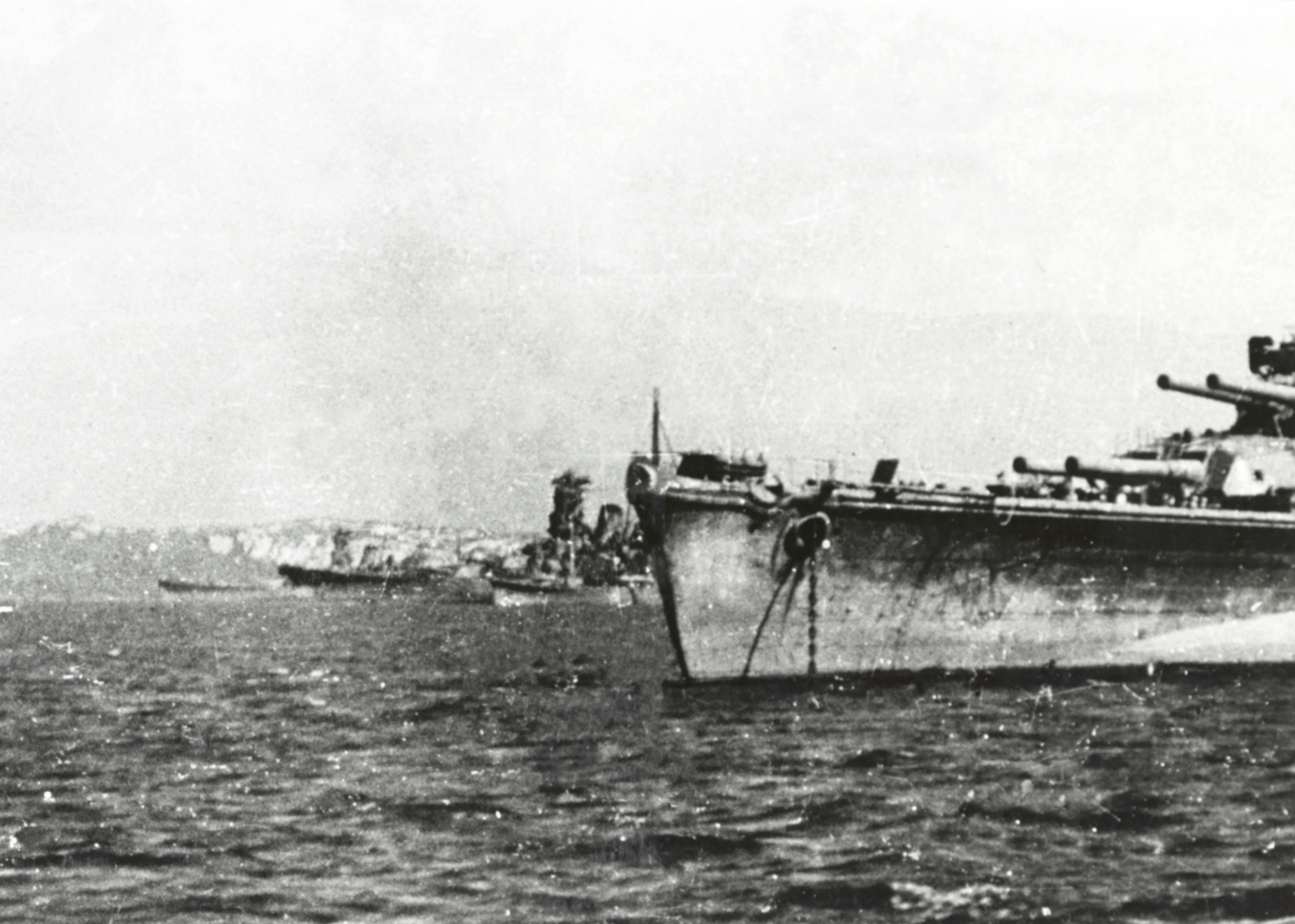
Le corazzate di Kurita a Brunei, alcuni giorni prima della drammatica battaglia a Samar

Il 20 ottobre 1944 la Settima e Terza Flotta statunitensi avviarono lo sbarco sull'isola di Leyte al centro delle Filippine, ultimo scudo alle già precarie rotte tra il Giappone e i ricchi territori del Sud-est asiatico. L'ammiraglio Toyoda aveva approvato, allo scopo di difendere l'arcipelago, il complesso piano Shō-Gō 1 per combattere un'ultima grande battaglia e ribaltare le sorti della guerra. La 3ª Flotta con le ultime quattro portaerei più la Ise e la Hyuga trasformate in semi-portaerei, al diretto comando del viceammiraglio Ozawa, doveva scendere per suo conto dalle acque metropolitane e attirare verso nord la potente Terza Flotta del viceammiraglio William Halsey; in questo modo Kurita, che oltre ai suoi incrociatori pesanti disponeva di quindici cacciatorpediniere, due incrociatori leggeri (Noshiro, Yahagi) e di tutte le corazzate ancora operative – Yamato, Musashi, Nagato, Haruna, Kongo – si sarebbe insinuato nel Mar di Sibuyan e attraverso lo Stretto di San Bernardino, quindi sarebbe sceso verso sud e fatto strage delle navi da trasporto, d'attacco anfibio e da supporto assiepate nel Golfo di Leyte. Doveva agire in sincrono con una piccola parte della stessa 2ª Flotta, costituita dalle corazzate Fuso, Yamashiro, dal Mogami e da quattro cacciatorpediniere: guidata dal viceammiraglio Shōji Nishimura, sarebbe sbucata dallo Stretto di Surigao a sud delle teste di ponte. All'ultimo momento questa squadra fu affiancata dalla modesta 5ª Flotta del viceammiraglio Kiyohide Shima (incrociatori Nachi, Ashigara, Abukuma, sette cacciatorpediniere) che era appena rientrata ad Amami Ōshima dopo una prudente ricognizione delle acque a sud di Formosa, teatro di una violenta incursione aeronavale americana. Shō-Gō 1 faceva grande affidamento sulla simultaneità dei movimenti delle tre flotte e sull'esca rappresentata dalle portaerei, ma soprattutto sulla grande potenza di fuoco della squadra di Kurita, investito dunque della responsabilità ultima della riuscita del piano. Egli fu allertato sin dal 17 ottobre della comparsa di gruppi navali nemici al largo di Leyte e iniziò a spostare le navi dalle isole Lingga a Brunei, nel Borneo; il 20, alle notizie degli sbarchi, ricevette i dettagli del piano e poté iniziare l'ultimo rifornimento, per salpare infine la mattina del 22 ottobre, imitato poche ore dopo da Shima e Nishimura. Divise la flotta come prestabilito e con il grosso mantenne una rotta nord-est, adiacente alla costa occidentale di Palawan. All'alba del 23 ottobre, però, le navi furono individuate e attaccate da due sommergibili americani, avvantaggiati dalla formazione a colonne parallele adottata da Kurita: i loro siluri colarono a picco gli incrociatori Maya e Atago, mentre al Takao fu asportata parte della poppa. Kurita dovette tuffarsi in acqua assieme al proprio capo di stato maggiore (contrammiraglio Tomiji Koyanagi) e al resto dei suoi collaboratori per salvarsi dall'Atago in rapido affondamento; tratto in salvo con le centinaia di naufraghi, si trasferì, ancora scosso per la subitaneità del disastro, sulla grande corazzata Yamato. L'azione al largo di Palawan complicò sin da subito il piano giapponese, visto che ora i comandanti statunitensi conoscevano composizione e rotta della 2ª Flotta, che invece avrebbe dovuto passare inosservata.

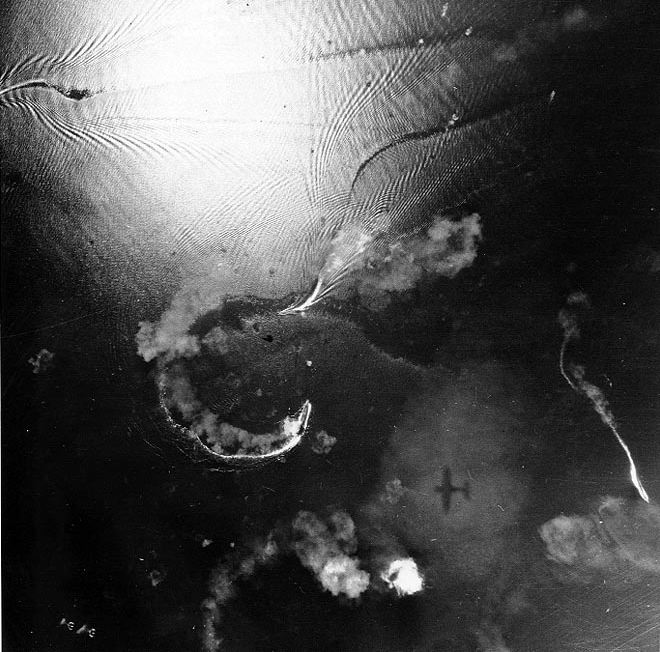
La Yamato, divenuta ammiraglia di Kurita dopo la fine dell'Atago, manovra nel Mare di Sibuyan il 24 ottobre 1944 per sfuggire alle bombe statunitensi

Il mattino seguente Kurita iniziò la traversata verso est del Mar di Sibuyan, ma per gran parte della giornata dovette sopportare pesanti raid lanciati dalle portaerei della Terza Flotta di Halsey. Nel corso degli attacchi l'incrociatore Myoko fu disabilitato da due siluri e, come successo al Takao, fu costretto a tornare indietro; ancor più grave, la Musashi fu devastata da decine di ordigni e alla fine sprofondò con quasi tutto l'equipaggio. Alle 15:00 circa, durante una pausa nei bombardamenti, Kurita prese l'importante decisione di invertire momentaneamente la rotta per sanare i danni accusati e sviare la ricognizione nemica: questa deviazione rischiava di compromettere la riuscita del piano ma egli pensò, in questo modo, di allontanarsi dalla pericolosa aviazione imbarcata statunitense e di dare più tempo a Ozawa per farsi scoprire. L'ammiraglio Toyoda, comunque, autorizzò Kurita a procedere come meglio credeva ed effettivamente, verso le 16:00, Ozawa fu finalmente scovato dagli americani molto a nord di Luzon; tuttavia i messaggi che i due comandanti giapponesi si scambiarono pervennero solo a molte ore di distanza, a scapito della sincronia richiesta dal piano. Kurita riuscì a comunicare chiaramente solo con il sottoposto Nishimura, concordando di incontrarsi al largo del Golfo di Leyte alle 09:00 del 25 ottobre. Il temporaneo ritiro nipponico, debitamente segnalato dai ricognitori statunitensi, convinse del tutto Halsey che Kurita non rappresentava più una minaccia e che poteva rivolgersi con tutte le sue forze contro le portaerei nipponiche; sarebbe bastata la Settima Flotta del viceammiraglio Thomas Kinkaid a coprire le spiagge dello sbarco e a respingere Nishimura e Shima, in arrivo dal Mare di Sulu verso Surigao. Invece Kurita, tutt'altro che battuto, si riorganizzò e alle 00:40 circa del 25 ottobre uscì indisturbato dallo Stretto di San Bernardino; incredulo e ancora non convinto di essere riuscito a ingannare gli americani, prese una rotta per sud-est lungo la costa della vasta Isola di Samar. Alle 06:45, poco dopo l'alba, arrivò in vista del gruppo d'appoggio "Taffy 3" della Settima Flotta, composto solo da portaerei di scorta, cacciatorpediniere e cacciatorpediniere di scorta similmente alle formazioni gemelle "Taffy 2" e "Taffy 1", più a sud: Kurita rimase interdetto e ritenne di essersi imbattuto nelle grandi portaerei di squadra della Terza Flotta (invece impegnate a nord contro Ozawa). Già provato dall'affondamento dell'ammiraglia Atago, dal penoso passaggio del Mare di Sibuyan e dalla mancanza di riposo, Kurita agì con inopinata circospezione e scarso entusiasmo a dispetto dell'aggressività manifestata da parte del proprio stato maggiore. Diede infatti il controverso ordine di "caccia generale", che autorizzava ciascun comandante ad agire in autonomia, e in questo modo la squadra nipponica si frammentò in scaglioni con le corazzate un poco arretrate, gli incrociatori pesanti e i cacciatorpediniere lanciati ad alta velocità verso est e sud per avvolgere e annientare le unità statunitensi, del tutto inadatte a un combattimento navale. Appena prima delle 07:00 i grossi calibri giapponesi aprirono il fuoco. In realtà la battaglia prese una piega imprevista a causa dei risoluti e quasi suicidi attacchi dei cacciatorpediniere statunitensi (sette in totale), intercalati dagli altrettanti disperati assalti dei modesti gruppi imbarcati sulle portaerei di scorta; nubi basse e numerose cortine fumogene contribuirono al caos del combattimento, già di per sé poco manovrato per la disordinata fuga di "Taffy 3" verso est, poi sud-est, e la scomposta avanzata giapponese.

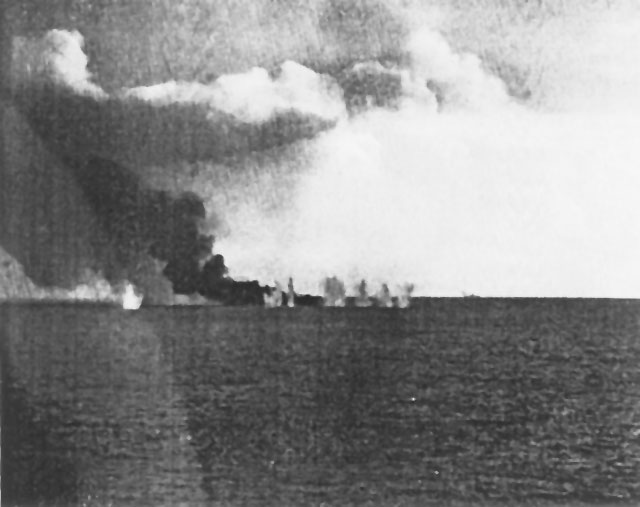
Una delle portaerei di scorta di "Taffy 3", nel corso della battaglia a Samar, soccombe al tiro dei pezzi da 203 mm degli incrociatori pesanti di Kurita

A mezz'ora dai primi scambi la Yamato deviò bruscamente a dritta per evitare un fascio di siluri e si allontanò verso nord dalla battaglia, rendendo ancor più arduo a Kurita il controllo del resto della 2ª Flotta, in specie le divisioni di incrociatori pesanti che sostennero il grosso dei combattimenti, spesso con l'appoggio incostante dei cacciatorpediniere. Le quattro corazzate spararono solo poche decine di granate ognuna e inflissero danni limitati a paragone della loro vasta potenza di fuoco. Al contrario gli incrociatori fecero parecchi centri e la portaerei di scorta USS Gambier Bay fu affondata, ma furono anche messi in grande difficoltà dall'opposizione ostinata del nemico: il Kumano perse una parte della prua a causa di un siluro, il Suzuya incassò varie granate che fecero scoppiare i siluri nei lanciatori, il Chokai e il Chikuma furono duramente colpiti dai velivoli nemici; lo Haguro, infine, ebbe una delle torri fuori uso ma riuscì a continuare a combattere. Poco dopo le 09:00, comunque, i giapponesi erano vicini a distruggere Taffy 3, che a sua volta aveva molto sofferto la battaglia, quando all'improvviso alle 09:25 Kurita dette ordine di radunarsi verso nord per ritrovare la coesione della flotta e pensare alla mossa successiva. Egli non aveva un quadro della situazione complessiva e si era convinto di essersi spinto troppo a sud, in quella che considerava essere un'astuta trappola degli americani; inoltre la Yamato aveva captato una richiesta di soccorso della Settima Flotta a Halsey e la risposta di questi, che aveva rimandato verso il Golfo di Leyte le proprie corazzate. Infine il comandante giapponese era rimasto demoralizzato dalle pessime notizie sugli incrociatori pesanti, dei quali solo lo Haguro e il Tone erano ancora operativi, e da confuse comunicazioni circa il fallimento del viceammiraglio Nishimura, perito nel tentativo di forzare lo Stretto di Surigao con quasi tutta la sua formazione. Alle 10:55 Kurita, spossato, rimise la prua verso il Golfo e alle 12:00 circa quasi settanta velivoli lanciati da "Taffy 2" si accanirono sulle sue navi. Confermò quindi l'ordine, raggruppò tutte le unità ancora capaci di navigare e risalì verso lo Stretto di San Bernardino. Si lasciò indietro gli incrociatori avariati, dei quali solo il Kumano fu capace di ripiegare con i propri mezzi; il Chokai, il Chikuma e il Suzuya furono mandati a fondo nel primo pomeriggio dai cacciatorpediniere Fujinami, Nowaki e Okinami dopo aver tratto in salvo gli equipaggi. La menomata 2ª Flotta, bersagliata da gruppi dell'aeronautica imbarcata statunitense, riuscì a ripassare lo Stretto alle 21:40 e senza sostenere alcun combattimento navale, visto che solo le corazzate USS Iowa e USS New Jersey arrivarono dopo le 01:00 del 26 ottobre, in tempo per intercettare soltanto il Nowaki. Kurita era già dall'altra parte del braccio di mare e continuò la ritirata sotto le incursioni aeree nemiche che, nel corso del 26 ottobre, inflissero qualche altro colpo alle navi, compresa la Yamato (a bordo della quale rimase ferito seriamente il contrammiraglio Koyanagi), e distrussero in tarda mattinata l'incrociatore leggero Noshiro. Kurita arrivò a Brunei il 28 ottobre, dove poté sostare alcuni giorni allo scopo di riprendersi e occuparsi della squadra, prima di tornare in Giappone. Era chiaro che il piano Shō-Gō 1 si era concluso con una grave sconfitta strategica per l'Impero giapponese: le Filippine rimasero alla mercé della potenza aeronavale statunitense e la 1ª Flotta mobile, che aveva agito con le sue componenti separate, era stata del tutto disarticolata con pesanti perdite in navi e uomini.

#### Ultimi incarichi
Il 15 novembre 1944 la Dai-Ichi Kidō Kantai fu sciolta e Kurita tornò a essere comandante superiore unico della 2ª Flotta. La formazione tornò a gruppi verso le isole metropolitane del Giappone e verso la fine del mese Kurita approdò a Kure dopo un difficile viaggio da Brunei. In prima linea sin dal 7 dicembre 1941, egli era logorato dal prolungato servizio e dalle pesanti responsabilità come capo di importanti squadre da battaglia; pesavano inoltre l'andamento disastroso del conflitto, la sconfitta appena subita e le critiche mossegli per il suo incerto operato al largo di Leyte. Il 23 dicembre, dunque, fu rimpiazzato dal viceammiraglio Seiichi Itō ed ebbe accordato un sentito periodo di riposo sino al 15 gennaio 1945, quando assunse il posto di direttore dell'Accademia navale di Etajima. Questa posizione gli era stata assegnata su sollecitazione del collega e amico Shigeyoshi Inoue, viceministro della Marina, con il quale condivideva la disapprovazione per le tattiche suicide e l'indottrinamento delle giovani reclute. Infatti Kurita ebbe premura di prepararle al Giappone postbellico, tralasciando i richiami al sacrificio ultimo per la patria e all'intransigente codice militare bushido. Era ancora direttore quando il 15 agosto 1945 l'Impero nipponico dichiarò la resa alle potenze alleate: come previsto dagli articoli del documento di capitolazione, supervisionò lo smantellamento dell'Accademia e la smobilitazione di tutti gli uomini ai suoi ordini; il 1º ottobre cessò formalmente il suo mandato e rimase a disposizione dello stato maggiore della Marina imperiale, che quattro giorni più tardi lo collocò nella lista degli ufficiali a riposo (poi chiusa nel 1947).

### Il dopoguerra e la morte
Il 16 e 17 ottobre Kurita fu a lungo interrogato dal contrammiraglio Ralph Ofstie e dal capitano di corvetta J. A. Field dell'United States Strategic Bombing Survey (USSBS), alla presenza di altri tre ufficiali della Marina e dell'United States Army. Nel corso delle sedute rispose a numerose domande concernenti lo svolgimento delle battaglie del Mare delle Filippine e del Golfo di Leyte, quali le basi di partenza delle forze navali giapponesi, le disposizioni tattiche, orari e nomi di unità, le perdite subite, la stasi operativa tra il giugno e l'ottobre 1944, la coordinazione con l'aeronautica dell'Esercito. Ofstie si concentrò in particolare sulle giornate del 23-26 ottobre e sui preparativi nipponici per quella che doveva essere la battaglia decisiva, addentrandosi nei minimi dettagli quando Kurita arrivò a esporre la battaglia navale di Samar e le ore successive di manovre ondivaghe; delucidazioni furono richieste anche sulle comunicazioni intercorse con il sottoposto viceammiraglio Nishimura. Infine dovette rispondere a domande di carattere strategico o generale su momenti chiave della guerra contro gli Stati Uniti (Guadalcanal, Midway, la lotta d'attrito nelle Salomone). In totale il rapporto stenografato contava 52 pagine. Nel corso delle sedute gli americani notarono che Kurita apparve spesso sulla difensiva e che, eccettuata la battaglia del Golfo di Leyte, fornì sempre brevi risposte concise. Fu altresì rilevata un'altalenante accuratezza circa orari, schieramenti e altri dati.
Sullo scorcio del 1945 Kurita si ritirò a vita privata in una modesta abitazione alla periferia di Tokyo, rimanendo comunque disponibile a discrete interviste con storici statunitensi. Nel 1947 un giornalista americano, arrivato al suo indirizzo, lo descrisse come «un piccolo, snello signore dagli occhi nocciola, con un sorriso ammaliante». Le sue decisioni del 25 ottobre 1944 continuarono a far discutere e si ipotizza che abbia confessato a un ex commilitone il vero motivo, vale a dire il rifiuto di sacrificare un'intera flotta da battaglia e migliaia di vite in una guerra ormai perduta, per un obiettivo tutto sommato di esiguo valore strategico.
Takeo Kurita morì in casa propria il 19 dicembre 1977, all'età di 88 anni. Il suo corpo fu traslato nel cimitero Tama, sito nella zona metropolitana di Tokyo, dove riposa tuttora.

## Onorificenze
Dati tratti da: